# Districtul Aïn Mahdi
Aïn Madhi este un district din provincia Laghouat, Algeria.